# Hamster (pièce de théâtre)
Pour les articles homonymes, voir Hamster (homonymie).
Hamster est une pièce de théâtre écrite en 2013 par Marianne Dansereau. 

## Résumé
Hamster raconte l'histoire de six personnages, tous désignés par leur rôle initial dans l'histoire, répartis dans un Pétro-Canada, un abribus et un parc municipal, la nuit à Boisbriand. 
Il y a d'abord La fille qui attend son lift qui rencontre Le vieil homme qui passe la balayeuse sur la pelouse à l'arrêt d'autobus. Ce dernier voulant absolument attendre le lift de son frère avec elle en jasant. Il y a ensuite Le gars qui passe la moppe et Le gars qui compte la caisse qui travaille au Pétro-Canada et qui se chicanent au sujet d'une cliente, avant qu'arrive Le gars qui arrive à la job sur le fly même si son prochain shift est dans deux jours, visiblement leur supérieur, qui les oblige à faire le ménage. Finalement, il y a La fille qui a une jupe trop courte selon le règlement qui traîne au parc municipal avec son hamster à qui elle raconte ses mésaventures, notamment sa rupture amoureuse récente. Ces trois histoires finissent par s'entremêler pour arriver à une chute brutale. En effet, au fur et à mesure que l'histoire progresse, on découvre la tragédie qui se trame ; la fille qui attend est à l'arrêt d'autobus parce qu'elle espère revoir La fille qui a une jupe pour s'excuser de l'avoir tabassée au Pétro-Canada sous les yeux ahuris du Gars qui compte et du Vieil homme ; la fille qui a une jupe se rend au Pétro-Canada en espérant y revoir son ex-copain qui se révèle être Le gars qui compte et, ne le voyant pas, laisse son hamster dans le congélateur à popsicles ; le gars qui arrive, trouve, finalement, un bébé mort d'hypothermie dans le congélateur. Ainsi, on comprend que le hamster était en fait, le bébé de La fille qui a une jupe et du gars qui compte.
Ainsi, Hamster aborde divers thèmes propres à la réalité adolescente, vu l'âge de la majorité des personnages de la pièce, tels que la déception amoureuse, la découverte de la sexualité et la perte de repères. Cela dit, elle aborde également des sujets profondément humains et plutôt troublants, comme la violence et la passivité face à cette violence, la compassion, le remords et le désespoir.

## Création et représentations
Marianne Dansereau écrit la première version de Hamster en 2013. La première lecture publique est effectuée le 24 août 2015 dans le cadre des Dramaturgies en Dialogue. Elle sera ensuite lue publiquement en France, aux 32e Francophonies en Limousin. Ce texte est mis en scène par Jean-Simon Traversy à l'hiver 2018, au Théâtre La Licorne, à Montréal. La distribution est composée de Pascale Drevillon, Guillaume Gauthier, Zoé Girard-Asselin, Tommy Joubert, Igor Ovadis et Zoé Tremblay. 
Une grande partie des propos que Marianne Dansereau a tenus sur Hamster concerne le cadre spatial de sa pièce, soit la banlieue. Selon la jeune auteure, « L'ambiance de la banlieue colle à son univers ». Elle croit que la population banlieusarde se crée une espèce de monde qui est conformiste et qui se plie à l'idée de l'American Dream. Ce lieu est idéal pour mettre en ses personnages puisque « rien n'y est solide et rien n'y est durable. Ainsi, il s'avère être parfait pour faire évoluer des protagonistes en perte de repères et en transition entre l'enfance et l'âge adulte. Elle fait également quelques remarques sur ses personnages, qu'elle qualifie de marginaux malgré eux et qui tentent autant que possible de rentrer dans le moule qui leur est imposé par la banlieue ».

## Réception critique
Marianne Dansereau remporte, grâce à cette pièce, le prix du Centre des auteurs dramatiques (CEAD) pour le texte le plus prometteur, dans le cadre du Festival Zone Homa qui met en vitrine les jeunes auteurs de la scène émergente. Cette pièce remporte également le prix Gratien-Gélinas en 2015.
Le jury du prix Gratien-Gélinas a mentionné, lors de la remise de cette récompense à Marianne Dansereau, que sa maîtrise de l'écriture était impressionnante vu la structure complexe du texte. Il ajoute aussi que « c'est finement mené, drôle et bouleversant à la fois, avec une économie de moyens impressionnantes ». Finalement, il souligne la qualité des personnages qui sont profondément humain, malgré leur marginalité et leur désarroi.

## Édition
- Marianne Dansereau, Hamster, Montréal, Dramaturges Éditeurs, 2018, 108 pages  (ISBN 9782896371259).